# Sîvorohî, Peremîșleanî
Sîvorohî (în ucraineană Сивороги) este un sat în comuna Korosne din raionul Peremîșleanî, regiunea Liov, Ucraina.

## Demografie
Componența lingvistică a localității Sîvorohî
     Ucraineană (100%)
Conform recensământului din 2001, toată populația localității Sîvorohî era vorbitoare de ucraineană (100%).